# Michaił Suprun
Michaił Nikołajewicz Suprun, ros. Михаил Николаевич Супрун (ur. 5 kwietnia 1955 w Siewierodwińsku) – rosyjski historyk, profesor Uniwersytetu Pomorskiego w Archangielsku.

## Życiorys
Absolwent Pomorskiego Uniwersytetu Państwowego w Archangielsku, ukończył tam historię w 1978, doktorat obronił w 1984 w Leningradzie, a habilitację w 1996 w Instytucie Rosyjskiej Historii Rosyjskiej Akademii Nauk. Odbył staże naukowe m.in. na Uniwersytecie Oksfordzkim oraz na Uniwersytecie Jagiellońskim. Jest autorem ponad 130 prac naukowych. Specjalizuje się w dwudziestowiecznych dziejach północnych rejonów europejskiej części Rosji. W obrębie tego tematu bada historię zesłań i zesłańców.
W 2009 został aresztowany i oskarżony przez FSB oraz rosyjską prokuraturę za zbieranie materiałów naukowych w archiwach dotyczących zesłań rosyjskich Niemców oraz niemieckich jeńców wojennych z okresu II wojny światowej. Represje objęły także współpracowników Supruna i kierownika archangielskiego archiwum służb wewnętrznych, gromadzącego dokumentacje NKWD z czasów represji stalinowskich. Materiały te Suprun zbierał w ramach umowy zawartej między macierzystą uczelnią a Niemieckim Czerwonym Krzyżem. Represje wobec zespołu Supruna wywołały akcję protestacyjną części naukowców rosyjskich i zagranicznych.

## Ważniejsze publikacje
- „Политическая ссылка на Европейском Севере в конце 19–начале 20 вв. Выпуск 1. 1895–1905 гг.”, Wołogda, 1989 (współautor С.Я.Косухкин).
- „Люфтваффе под Полярной Звездой”, Archangielsk, 1996 (współautor Р.И.Ларинцев).
- „Ленд-лиз и северные конвои, 1941–1945 гг.”, 1997.
- „Освобождение Восточного Финнмарка, 1944–1945 гг.” (współautorzy А. i В. Гёртер).